# Exploración de las profundidades marinas

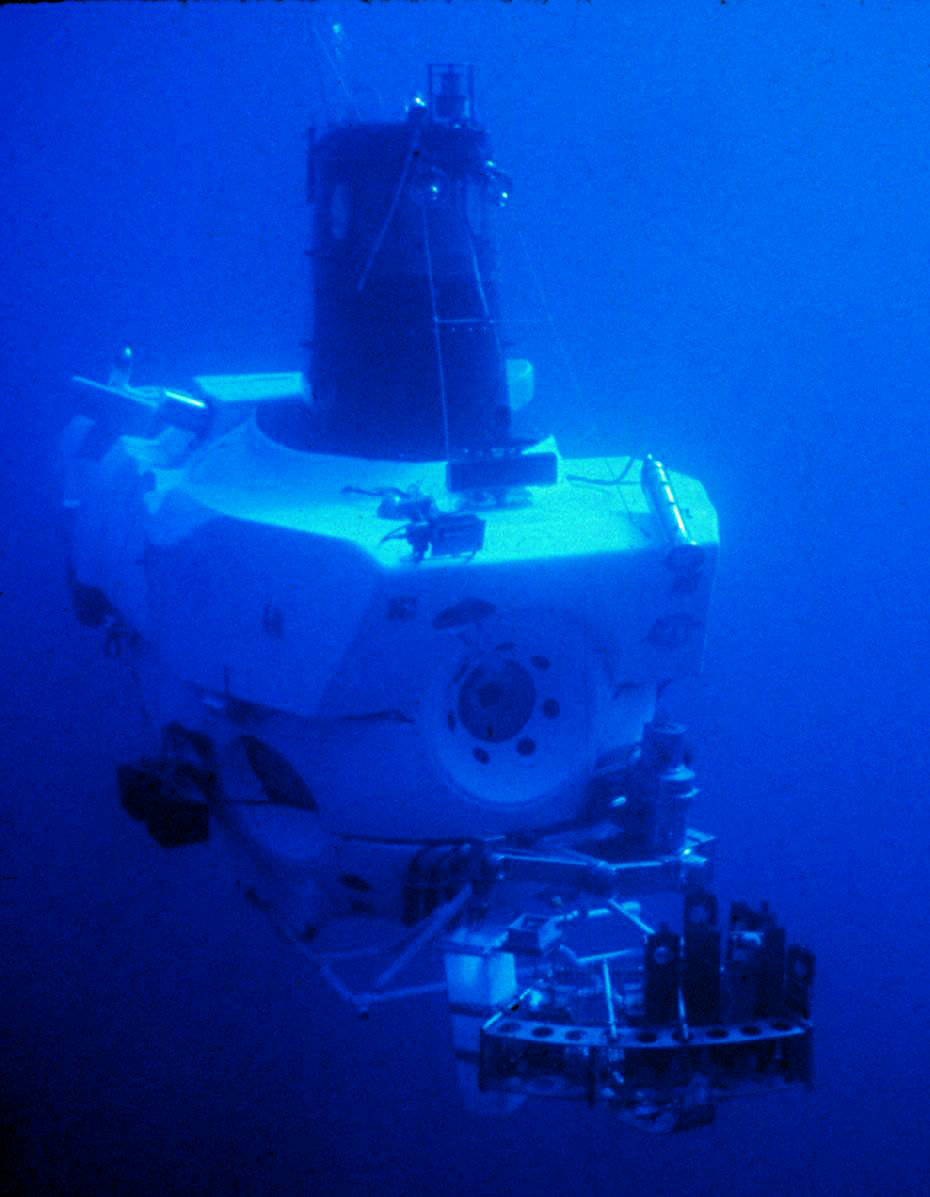
El DSV Alvin fue empleado en las exploraciones marinas profundas de las fuentes hidrotermales.

La exploración de las profundidades marinas son investigaciones de las condiciones físicas, químicas y biológicas del lecho marino, por motivos científicos o comerciales. La exploración oceánica profunda es una actividad humana relativamente reciente, por lo que las profundidades marinas permanecen aún inexploradas en una gran parte del planeta Tierra.

## Historia
La exploración del océano profundo comenzó cuando el científico francés Pierre Simon Laplace calculó la profundidad media del Océano Atlántico observando las mareas registradas en las costas brasileñas y africanas, determinándola en 3.962 m. La primera forma de vida del océano profundo fue obtenida por una expedición investigadora noruega en 1864, cuando descubrieron un crinoideo pedunculado en un muestreo a 3.109 m de profundidad. Descubrimientos más importantes 
tuvieron lugar a partir de 1870, cuando el Gobierno decreto
nuevos géneros y 2 nuevas
especies de organismos marinos durante el
lapso de 5 años.
Los primeros instrumentos utilizados para la investigación del océano profundo fueron "muertos(pesos)" arrojados para sondear, usados por el explorador británico James Clark Ross, con los que se alcanzaron profundidades de 3.700 m en 1840. La expedición del Challenger utilizó un instrumento similar llamado sonda mecánica Baillie para extraer muestras del lecho marino. La sonda tenía un tubo en la base que forzaba el lecho marino al casarlo
. En los barcos vikingos también se empleaba este instrumento de una manera similar, usando un peso de plomo, medían la longitud en brazas de la cuerda cuando la arrastraban a bordo.
El 23 de enero de 1960, Jacques Piccard y Don Walsh alcanzaron el punto oceánico más profundo que se conoce a 10.911 m. 
- Datos: Q3062149
- Multimedia: Deep-sea exploration / Q3062149